# Grangeville (Idaho)
Grangeville város az USA Idaho államában, Idaho megyében, melynek megyeszékhelye is. Lakosainak száma 3308 fő (2020. április 1.).

## Népesség
A település népességének változása:
| Lakosok száma | 129  | 3141 | 3308 |
|               | 1880 | 2010 | 2020 |